# Veikko Huhtanen
Veikko Aarne Aleks Huhtanen (ur. 5 czerwca 1919 w Wyborg, zm. 29 stycznia 1976 w Helsinkach) – fiński gimnastyk, medalista olimpijski z Londynu.